# 主观镜头
主观镜头（英語：point of view shot, subjective shooting），又称 POV、主观视角镜头，是电影中常见的一种镜头表达方式。

## 定义
主观镜头是一种特殊的电影拍摄方式。
在主观镜头中，摄像机的镜头模拟了人眼的观察，展现了影片中角色人物在电影中的视角。在这种镜头的作用下，观众可以通过摄像机为媒介，在银幕上看到剧中人所见，有很好的临场感。

## 电影中的应用
- 手遊
- FlightGear